# 献给爱米丽的一朵玫瑰花
《献给爱蜜丽的一朵玫瑰花》（A Rose for Emily）是威廉·福克纳的一篇短篇小说，1930年4月30日发表。

## 情节
爱米丽·格里尔生小姐去世，杰斐逊的全体镇民都去给她送丧，因为她象徵了传统和义务。她父亲曾贷款给政府，因而1894年镇长豁免了他的所有税款。爱米丽年轻的时候，她父亲赶跑了所有青年男子。父亲死后，镇上人经常看见她在周末与荷默·伯隆一起出游。伯隆是个精明强干的北方人，在建筑公司当工头。镇上人都反对他们的恋情，牧师也劝她不要成为镇里的耻辱。她购买了男人的用具和衣服，但只有药剂师知道她买了一包砒霜。一天黄昏伯隆进了她的屋子，爱米丽就锁在房子里，只见一个老黑仆进进出出。多少年过去了，屋子内发出了难闻的气味，没有人在意，直到四十年后人们终于进入了那个房间——男人躺在床上，尸体已然腐烂。